# 6110 Kazak
6110 Kazak eller 1978 NQ1 är en asteroid i huvudbältet som upptäcktes den 4 juli 1978 av den ryska astronomen Ljudmjla Tjernych vid Krims astrofysiska observatorium på Krim. Den har fått sitt namn efter Jurij Ivanovitj Kazak, en kirurg vid distriktssjukhuset i Bachtjysaraj som behandlade många av de anställda vid Krims astrofysiska observatorium.
Asteroiden har en diameter på ungefär tre kilometer.